# Lodewijk Frans Emanuel van Roo
Lodewijk Frans Emanuel van Roo (Diksmuide, 27 februari 1785 – aldaar, 12 november 1836) was secretaris van de stad Diksmuide en Vlaams schrijver.

## Biografie
Van Roos' vader was heelmeester en stierf op jonge leeftijd, waardoor de jongen aangewezen was op zichzelf om zich intellectueel te ontplooien. De autodidact werd op zijn 23e als secretaris van Diksmuide aangenomen. Later werd Van Roo onder meer syndicus der Zeemacht (onder de Franse heerschappij) en Op 22 november 1816 notaris. Vanaf toen legde hij zich toe op toneel en literatuur. Op 11 november 1836 werd van Roo onwel tijdens een huldiging van zijn persoonlijkheid en overleed een dag later.

## Werk
- Jaerboek der stad Dixmude, beginnende met het oogenblik van de verovering der Nederlanden door de Franse troepen, in het jaar 1792, door eenen inboorling (Diksmuide)
- Levensschets van G.A. Senave, vermaerd kunstschilder, geboortig van Loo in West-Vlaenderen
- Clemenine en Desormes, toneelwerk uit het Fransch vertaald (1815)